# Paula Badosa
Badosa  Gibert est un nom espagnol. Le premier nom de famille, en général paternel, est Badosa ; le second, en général maternel, souvent omis, est Gibert.
Paula Badosa Gibert, née le 15 novembre 1997 à New York, est une joueuse de tennis espagnole, professionnelle depuis 2015.
En 2021, elle a remporté le tournoi WTA 1000 d'Indian Wells.

## Biographie
Paula Badosa est née à New York de parents mannequins. Elle commence le tennis à l'âge de 7 ans après avoir déménagé à Barcelone. Elle a longtemps été comparée, tant par son physique que son style de jeu, à son idole Maria Sharapova.
Après avoir travaillé aux côtés de Xavi Budo, elle collabore avec l'ancien joueur de tennis Javier Martí entre septembre 2020 et août 2021 puis fait équipe avec Jorge García depuis septembre 2021.

### Vie privée
Depuis juin 2023, elle est en couple avec le joueur de tennis grec Stéfanos Tsitsipás, ex-numéro 3 mondial. 
Sa meilleure amie n'est autre qu'Aryna Sabalenka, numéro 1 mondiale dans ce même sport. 

## Carrière

### 2015-2020: débuts prometteurs puis période compliquée
Paula Badosa se distingue dans un premier temps sur le circuit junior en 2014 grâce à ses quarts de finale à Roland-Garros et à Wimbledon et surtout sa finale aux championnats d'Europe qu'elle dispute également en double.
Elle fait parler d'elle en 2015 en atteignant le troisième tour de l'Open de Miami en écartant Petra Cetkovská (6-1, 6-1) puis Zheng Saisai (6-1, 7-5) avant de s'incliner contre Karolína Plíšková (7-5, 6-1). Un mois plus tard, elle parvient également à se qualifier pour le tournoi de Madrid. Le 6 juin 2015, elle remporte le tournoi junior de Roland-Garros en tant que tête de série no 12. Elle bat en finale la Russe Anna Kalinskaya en deux sets (6-3, 6-3). Peu après elle s'impose sur l'ITF de Denain.

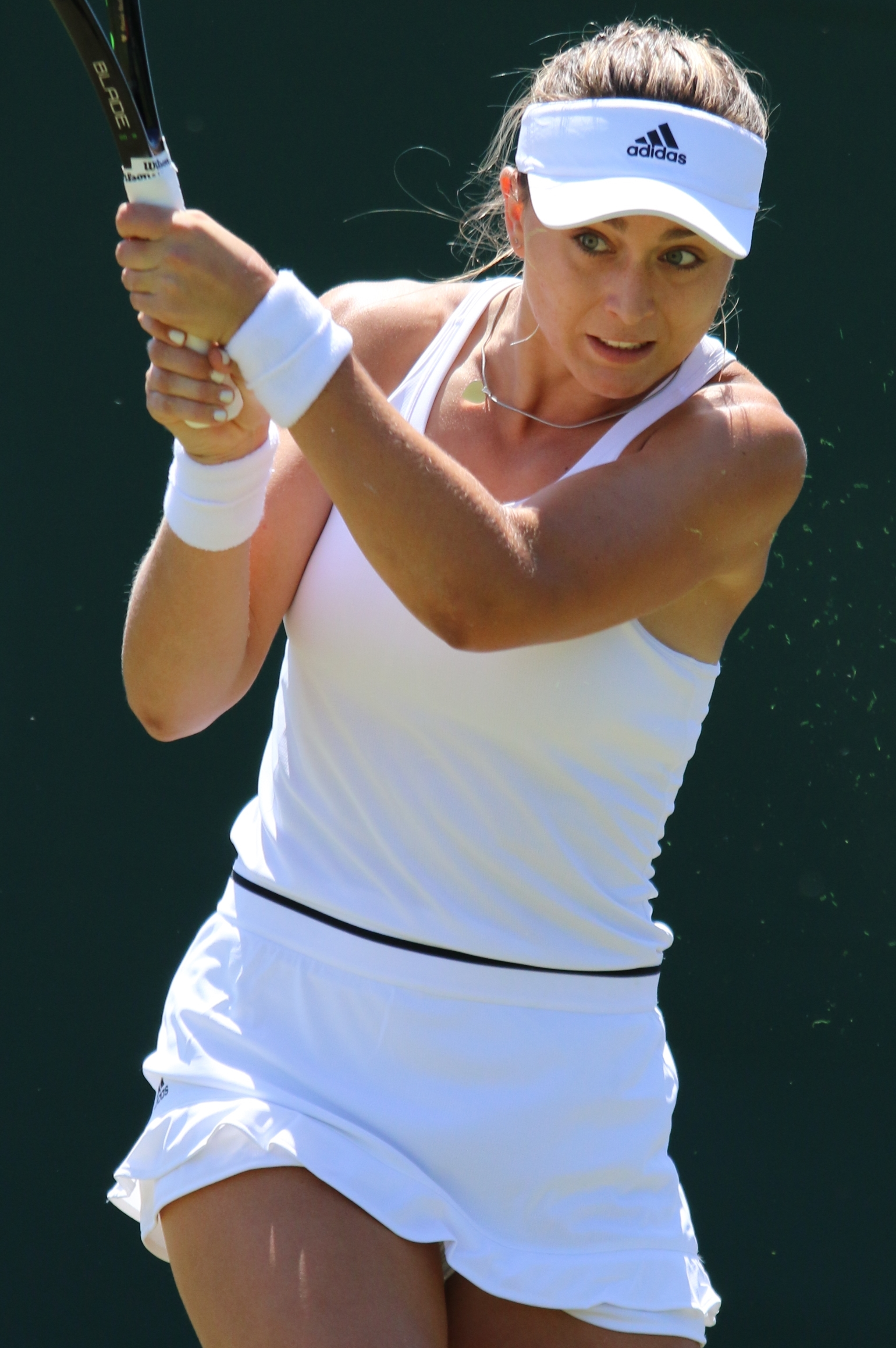
Paula Badosa disputant les qualifications de Wimbledon 2018

Ses premières années sur le circuit sont marquées par plusieurs blessures ralentissant sa progression, ainsi que des problèmes d'anxiété et de dépression. Après deux saisons difficiles, elle se montre plus régulière en 2018, remportant trois tournois à Glasgow, Les Franqueses del Vallès et Valence, et en étant quart de finaliste du tournoi WTA de Rabat. En 2019, elle parvient à se qualifier pour l'Open d'Australie perdant au premier tour contre la locale invitée Kimberly Birrell, 240e (4-6, 2-6) et le tournoi de Wimbledon, s'inclinant contre une autre qualifiée Varvara Flink (4-6, 2-6) mais s'incline aussi au premier tour. Sur le circuit secondaire, elle dispute cinq finales et en remporte une à Makinohara. Elle parvient durant ces derniers tournois à battre des joueuses du Top 100, comme Sara Sorribes Tormo ou Mandy Minella. Elle fait son entrée dans le top 100 de la WTA grâce à deux demi-finales consécutives à Palerme, éliminant sur son passage Pauline Parmentier; Fanny Stollár et Arantxa Rus et sortie par la numéro cinq mondiale et spécialiste sur terre Kiki Bertens (1-6, 5-7) et Karlsruhe, écartant sa compatriote Lara Arruabarrena et les locales Laura Siegemund et Tamara Korpatsch, seulement sortie là aussi par la Belge Alison Van Uytvanck en deux tie-breaks. Cette performance lui vaut d'intégrer le Top 100 pour la première fois de sa carrière. Elle parvient également à s'extirper des qualifications à l'US Open, retrouvant Kiki Bertens au premier tour et s'inclinant de nouveau logiquement (4-6, 2-6). Elle parvient également en fin d'année en quarts de finale en sortant Jil Teichmann, 70e mondiale, sa plus grande victoire jusqu'alors (6-4, 6-4).
En 2020, elle remporte son premier match en Grand Chelem dès le début de l'année contre la qualifiée Johanna Larsson à l'Open d'Australie, ne lui laissant qu'un seul jeu (6-1, 6-0). Opposée à la huitième mondiale, Petra Kvitová, finaliste l'année passée à Melbourne, elle offre une belle résistance mais s'incline (5-7, 5-7). Dans une année marquée par la modification du circuit en raison de la pandémie de Covid-19, elle ne joue plus entre début février et fin août. Début septembre, elle s'incline en entrée de tournoi à New York contre la Russe Varvara Gracheva (4-6, 5-7), mais elle est demi-finaliste à Istanbul (éliminant Katarina Zavatska, Sara Sorribes Tormo et Polona Hercog et tombant seulement contre Eugenie Bouchard, ancienne Top 10) puis accède aux huitièmes de finale des Internationaux de France en éliminant Kateryna Baindl (6-2, 4-6, 6-3), Sloane Stephens (6-4, 4-6, 6-2), finaliste ici-même il y a deux ans puis l'ancienne lauréate du tournoi Jeļena Ostapenko (6-4, 6-3). Découvrant la deuxième semaine en Grand Chelem, elle est défaite par une autre novice à ce stade du tournoi, Laura Siegemund (5-7, 2-6).

### 2021: révélation et premiers titres: victoire à Indian Wells, demi-finaliste du Masters, 1/4 à Roland Garros et top 10 mondiale
Elle commence l'année par le tournoi d'Abu Dhabi en éliminant Anastasija Sevastova et Alizé Cornet pour atteindre le troisième tour puis est battue par la Russe Veronika Kudermetova. Un mois après, elle est éliminée d'entrée à l'Open d'Australie par la qualifiée Russe Liudmila Samsonova en trois sets très serrés (7-6, 6-7, 5-7). Elle rebondit à Lyon, battant les locales Harmony Tan et Kristina Mladenovic ainsi que la Suissesse Stefanie Vögele pour parvenir en demi-finale. Elle est néanmoins éliminée par la qualifiée Danoise Clara Tauson (5-7, 1-6). La suite du mois de mars est plus difficile avec une élimination d'entrée à Saint-Pétersbourg contre la Lettone Jeļena Ostapenko puis une défaite contre la Tunisienne Ons Jabeur à Miami.
Elle se révèle au cours de la tournée sur terre battue en éliminant tout d'abord la n°1 mondiale Ashleigh Barty en quarts du tournoi de Charleston (6-4, 6-3), sa première victoire sur une Top 10, ainsi que la Suissesse Belinda Bencic, 12ème joueuse mondiale au deuxième tour. Elle est stoppée en demi-finale, de nouveau par la Russe Veronika Kudermetova (3-6, 3-6). Elle enchaîne une nouvelle demi-finale à Madrid, son meilleur résultat dans un WTA 1000 où l'Australienne prend cette fois-ci sa revanche sur le même score. Elle prend sa revanche lors du tournoi sur Anastasija Sevastova (6-4, 7-6, 6-0), et sur Belinda Bencic (6-4, 7-5).

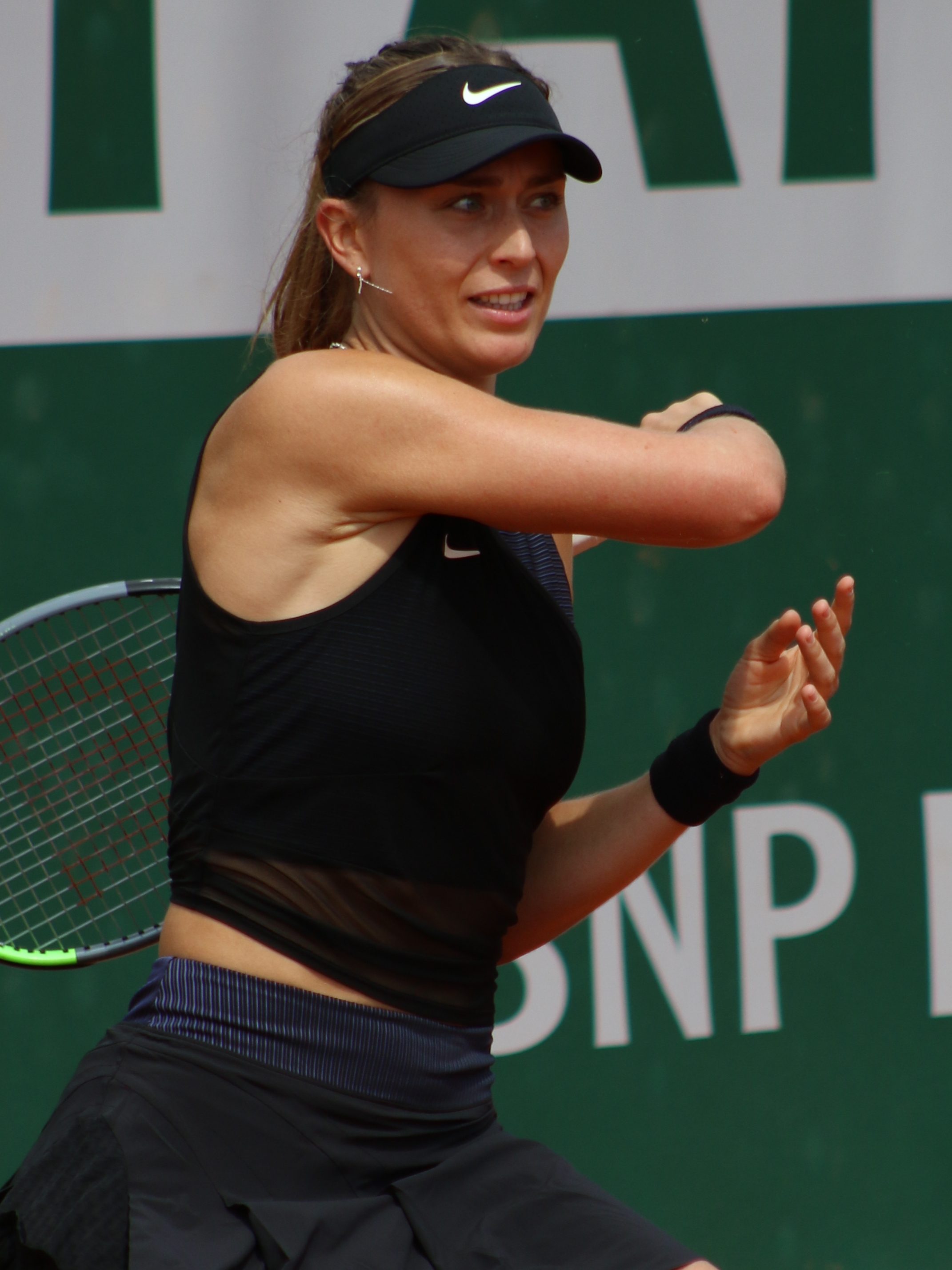
Paula Badosa aà Roland Garros 2021

Elle s'adjuge ensuite son premier succès en WTA à Belgrade où elle bat Andrea Petkovic (6-2, 6-3), Mihaela Buzărnescu (6-0, 6-4), Rebecca Peterson (6-2, 6-4), Viktoriya Tomova (6-1, 6-2) et Ana Konjuh en finale sur abandon (6-2, 2-0). C'est le premier tournoi de sa carrière gagné sur le circuit WTA, gagné en n'ayant laissé aucun set en route. Lors des Internationaux de France, elle se hisse en quart de finale en enchaînant après avoir sauvé une balle de match contre Ana Bogdan au 3e tour (2-6, 7-64, 6-4) puis élimine l'ancienne finaliste Markéta Vondroušová (6-4, 3-6, 6-2). Elle est finalement battue par la surprise slovène Tamara Zidanšek à l'issue d'un match marathon (7-5, 4-6, 8-6). Elle réalise son meilleur résultat en Grand Chelem.
Après une défaite au premier tour à Eastbourne contre Elina Svitolina, elle parvient en huitièmes de finale à Wimbledon, puis en quart de finale aux Jeux olympiques de Tokyo où elle s'illustre avec une victoire sur Iga Świątek au second tour. Touchée par la chaleur, elle abandonne contre Vondroušová après avoir perdu la première manche.
Le 17 octobre 2021, elle devient la première joueuse espagnole à remporter le tournoi WTA 1000 d'Indian Wells. Pour y parvenir, elle bat plusieurs joueuses de premier plan telles que Barbora Krejčíková et Angelique Kerber puis remporte la finale face à Victoria Azarenka après un match haletant (7-65, 2-6, 7-62). Cette victoire lui permet de rentrer dans le top 20 et d'atteindre le 13e rang mondial. Le 8 novembre 2021, elle rentre dans le top 10.
En fin de saison, elle participe pour la première fois au Masters où elle bat la nº2 mondiale Aryna Sabalenka (6-4, 6-0) lors du premier match de poule. Elle se qualifie pour les demi-finales en battant Maria Sakkari (7-6, 6-4). En demi-finale, elle perd face à sa compatriote Garbiñe Muguruza (la seule joueuse espagnole à avoir atteint la finale du Masters était Arantxa Sánchez en 1993). Badosa termine 2021 à la 8e place mondiale alors qu'elle n'était que 70e en début d'année.

### 2022: victoire à Sydney et nº2 mondiale
Paula Badosa commence 2022 par une défaite au premier tour du tournoi d'Adélaïde contre la Biélorusse et ancienne numéro une mondiale, Victoria Azarenka. Elle remporte la semaine suivante le tournoi WTA 500 de Sydney où elle bat en finale la numéro 4 mondiale Barbora Krejčíková. Cette victoire lui permet d'accéder à son nouveau meilleur classement, une sixième place mondiale.

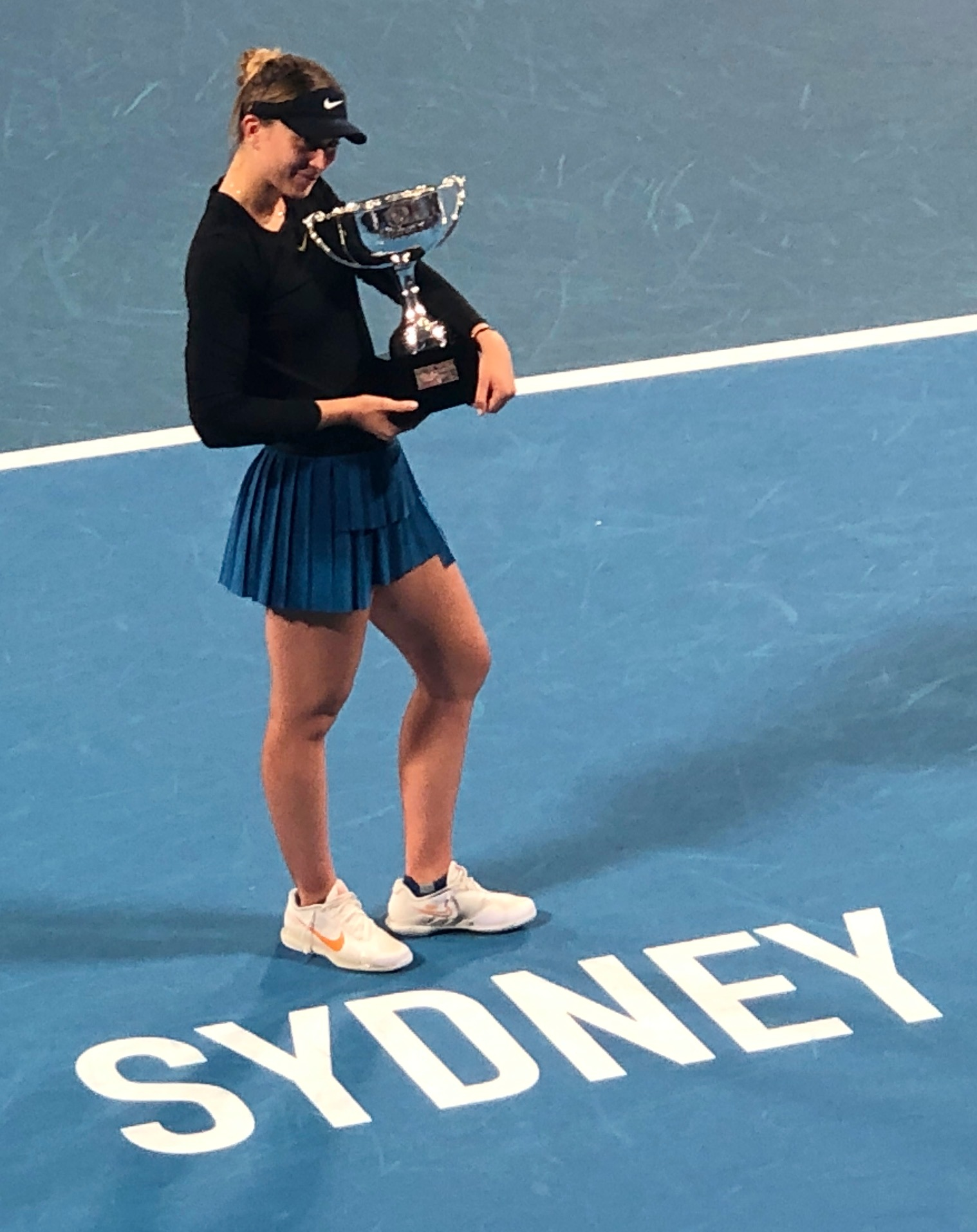
Paula Badosa avec le trophée du tournoi de Sydney

A l'Open d'Australie, elle se qualifie en deuxième semaine, en huitième de finale, où elle s'incline contre Madison Keys. Ce parcours, alors qu'elle ne défendait que les points d'un premier tour à l'Open d'Australie 2021, lui permet d'accéder au top 5 mondial du classement WTA. Elle dispute ensuite les tournois de Dubaï, avec une défaite au premier tour contre Elena-Gabriela Ruse et de Doha, avec une défaite au deuxième tour contre l'Américaine Coco Gauff.
Elle se hisse ensuite en demi-finale d'Indian Wells avec des victoires sur Tereza Martincová, Sara Sorribes Tormo, Leylah Fernandez et Veronika Kudermetova. N'ayant pas perdu un set, elle échoue en demi-finale contre la Grecque María Sákkari (2-6, 6-4, 1-6).
Elle confirme sa bonne tournée américaine avec un quart de finale au tournoi de Miami, en battant notamment la Tchèque Linda Fruhvirtová, 16 ans. Elle abandonne après 17 minutes de jeu contre l'Américaine Jessica Pegula. 
Elle enchaîne ensuite avec les tournois de Charleston, Stuttgart, Madrid puis Rome, tous sur terre battue.
À la suite de sa demi-finale à Stuttgart, battue par Aryna Sabalenka, le 25 avril 2022, elle atteint la deuxième place au classement WTA, ce qui constitue son meilleur classement. 
Tête de série N°3, elle atteint le troisième tour durant le tournoi de Roland Garros, où elle affronte Veronika Kudermetova. Blessée à la jambe droite, elle est contrainte d'abandonner au cours du deuxième set.
Elle entame ensuite la tournée sur gazon, et s'incline au premier tour du tournoi d'Eastbourne contre la wild-card Britannique Jodie Burrage, 169ème mondiale (4-6, 3-6).
Début juillet, à  Wimbledon, elle bat l'Américaine Louisa Chirico, la Roumaine Irina Maria Bara et la double vainqueur du tournoi, Petra Kvitová (7-5, 7-6). Elle rencontre en huitièmes de finale une autre vainqueur du Grand Chelem Britannique, Simona Halep, elle perd le match en deux sets (1-6, 2-6). À ce stade, elle égale sa meilleure performance sur le gazon londonien. Elle enchaîne avec une demi-finale à San Jose, éliminant difficilement la qualifiée Américaine Elizabeth Mandlik puis bat Coco Gauff. Elle s'incline pour la deuxième fois de l'année contre la Russe Daria Kasatkina (2-6, 4-6).
La suite de sa saison est décevante, avec deux victoires en sept tournois et des éliminations au premier tour à Toronto (sur abandon), Cincinnati, Tokyo, Ostrava et Guadalajara (de nouveau sur abandon). Cette dernière élimination lui ôte toute chance de se qualifier pour le Masters.

### 2023: année contrariée par les blessures et sortie du Top 10
Elle commence l'année en éliminant deux Estoniennes, Anett Kontaveit (6-4, 6-3) et Kaia Kanepi (6-1, 7-5) au tournoi d'Adélaïde 2. Elle s'impose en quarts de finale contre une révélation de la saison dernière, Beatriz Haddad Maia (7-6, 7-5), puis déclare forfait pour sa demi-finale contre la Russe Daria Kasatkina. Blessée à une cuisse lors de ce tournoi, elle est contrainte ensuite au forfait lors de l'Open d'Australie. C'est la première fois depuis près de cinq ans qu'elle manque un tournoi du Grand Chelem. Le retour à la compétition mi-février est difficile, essuyant deux défaites au premier tour de Doha (par Beatriz Haddad Maia, revancharde) et Dubaï (contre Liudmila Samsonova) puis aux deuxièmes tours de Miami et Indian Wells, à chaque fois contre Elena Rybakina, finaliste à l'Open d'Australie, alors qu'elle avait beaucoup de points à défendre lors de ces deux WTA 1000. Elle sort alors du Top 30.
Sa tournée sur terre est plutôt bonne, éliminant à Charleston l’Égyptienne Mayar Sherif (6-3, 6-1), la Canadienne Leylah Fernandez (7-5, 7-6) et la Russe Diana Shnaider (6-1, 6-3) pour jouer les quarts de finale du tournoi. Elle perd à ce stade logiquement contre Jessica Pegula, numéro trois mondiale (3-6, 6-7). A Stuttgart, une semaine plus tard, elle sort la spécialiste de terre battue et numéro huit mondiale Daria Kasatkina (6-1, 6-1) et sa compatriote Cristina Bucșa (6-1, 6-2) avant d'être renversée contre la numéro deux mondiale Aryna Sabalenka (6-4, 4-6, 4-6). A Madrid, elle continue d'enchaîner les bons résultats et dispose de l'Italienne Elisabetta Cocciaretto (6-3, 4-6, 6-4), en forme et de la jeune Coco Gauff, 6e et finaliste de Roland Garros l'année passée (6-3, 6-0). Elle s'incline néanmoins en huitièmes de finale contre María Sákkari (4-6, 4-6).
Mi-mai, elle s'immisce pour la première fois de sa carrière en huitièmes de finale à Rome en sortant la qualifié Anna-Lena Friedsam (4-6, 6-2, 7-6), la Tunisienne Ons Jabeur (6-1, 6-4), tête de série numéro quatre et finaliste l'année passée, ainsi que l'Ukrainienne Marta Kostyuk (6-4, 6-2). Elle se débarrasse de la Tchèque Karolína Muchová en trois sets (6-4, 6-7, 6-2) pour rallier les quarts de finale et y rencontre l'ancienne lauréate de Roland-Garros, la Lettone Jeļena Ostapenko qui l'élimine (2-6, 6-4, 3-6). Atteinte d'une fracture de stress à la colonne vertébrale, elle renonce à participer à Roland-Garros.
Elle arrive sans préparation à Wimbledon où elle passe un tour contre Alison Riske (6-3, 6-3) puis abandonne au match suivant contre l'Ukrainienne Marta Kostyuk (2-6, 0-1 ab.), toujours à cause de ses blessures au dos. Elle doit déclarer forfait également pour la suite de la saison, toujours à cause de blessures.

### 2024: retour,4etitreà Washington, demi-finale à Cincinnati et Pékin, 1/8eà Wimbledon et 1/4 à Flushing Meadows
Près de six mois après son dernier match, elle revient sur le circuit début janvier à l'occasion du tournoi d'Adelaïde, mais se fait renverser par la repêchée Bernarda Pera (6-2, 2-6, 3-6). Elle retrouve l'Open d'Australie  en tant que centième mondiale et bar facilement Taylor Townsend (6-1, 6-3) et Anastasia Pavlyuchenkova (6-2, 6-3) avant de sortir contre une autre Américaine, Amanda Anisimova (5-7, 4-6), 442e mondiale et elle aussi sur le retour. Les mois suivants sont compliqués. Elle atteint le deuxième tour à Hua Hin, en sortant la modeste invitée locale Laniana Tararudee (3-6, 6-4, 6-1) mais abandonne contre Diana Shnaider (2-6, 4-3 ab.) qui remportera son premier titre en carrière quelques jours plus tard en Thaïlande. Elle revient la semaine suivante à Doha où elle ne se laisse pas impressionner par la qualifiée Ashlyn Krueger (6-3, 4-6, 6-4) avant d'être renversée de manière spectaculaire par Leylah Fernandez (6-0, 2-6, 3-6), ancienne finaliste de l'US Open. Elle abandonne une deuxième fois à Dubaï contre l'invitée Lulu Sun au bout d'un set (4-6 ab.).  Elle voit le tirage de Miami lui offrir un adversaire de gala en la personne de l'ancienne numéro une Simona Halep. Renversante, l'Espagnole éjecte la Roumaine au premier tour (1-6, 6-4, 6-3), pire résultat de son adversaire dans le tournoi floridien) avant de subir la loi de la numéro deux Aryna Sabalenka, récente vainqueur de son deuxième Open d'Australie (4-6, 3-6). 
Le début de la tournée sur ocre est du même acabit, échouant d'entrée à Charleston contre Danielle Collins, titrée à Miami et futur vainqueur (1-6, 4-6) et à Madrid contre la repêchée Jéssica Bouzas Maneiro qui dispute son premier WTA 1000 (6-2, 3-6, 3-6) et au second tour de Stuttgart, offrant une belle lutte contre Aryna Sabalenka avant d'abandonner (6-7, 6-4, 3-3 ab.) après avoir prise sa revanche sur Diana Shnaider au premier tour (6-3, 6-4). Sortie du Top 100, elle effectue un beau parcours à Rome, enchaînant trois victoires consécutives pour la première fois depuis sa dernière participation au tournoi romain, déjà, la saison dernière. Elle élimine ainsi la très jeune Mirra Andreeva, demi-finaliste à Roland-Garros quelques semaines plus tard, l'Américaine Emma Navarro (1-6, 6-4, 6-2) qui terminera l'année dans le Top 10 et une seconde fois Diana Shnaider (5-7, 6-4, 6-4). Elle butte seulement sur la troisième mondiale Coco Gauff qui la renverse (7-5, 4-6, 1-6) au quatrième tour. Elle confirme à Roland-Garros où elle renverse Katie Boulter (4-6, 7-5, 6-4) qui joue pour la première fois le tableau final et Yulia Putintseva (4-6, 6-1, 7-5), passant à deux points de perdre le match avant de mordre la poussière pour la troisième fois de la saison contre Aryna Sabalenka (5-7, 1-6). Elle commence sa saison sur gazon à Bad Hombourg et sort la locale Arantxa Rus (6-4, 6-1) et la repêchée Jule Niemeier (4-6, 6-2, 6-1) avant d'affronter une quatrième fois Diana Shnaider qui l'élimine (3-6, 6-7) et gagnera le tournoi, mais parvient malgré cette défaite à revenir dans le Top 100. 
Elle refait parler d'elle à l'occasion de Wimbledon, parvenant en deuxième semaine pour la première fois depuis deux ans après des victoires sur Karolína Muchová (6-3, 6-2), ancienne quart de finaliste et de retour après une longue blessure et la très jeune Brenda Fruhvirtová qui joue pour la première fois le tableau final du tournoi londonien (6-4, 6-2). Elle sort en trois sets serrés la Russe Daria Kasatkina au troisième tour (7-6, 4-6, 6-4) mais ne profite pas d'un tableau ouvert et butte pour la troisième fois de sa carrière à ce stade ici contre la Croate Donna Vekić (2-6, 6-1, 4-6) qui accède pour la première fois de sa carrière aux quarts de Wimbledon. En août 2024 elle remporte le tournoi de Washington qui a eu lieu pendant les jeux olympiques de Paris face à la Tchèque Marie Bouzkova (6-1, 4-6, 6-4), son premier titre depuis deux ans et le quatrième en carrière. Elle avait eu affaire lors des tours précédents à l'ancienne championne Sofia Kenin (6-1, 7-6) et à la jeune Emma Raducanu (4-6, 7-5, 6-4), ancienne vainqueur de l'US Open, à la surprise Caroline Dolehide (6-3, 6-3) en demi-finale et profité de l'abandon de Liudmila Samsonova (6-2 ab.). Elle est la première Espagnole à remporter le tournoi depuis l'ancienne numéro une Arantxa Sánchez Vicario en 1991. Elle s'arrête pour sa troisième participation à l'Open du Canada, comme les deux précédentes fois, au second tour, après avoir sorti la Danoise Clara Tauson (6-1, 6-4) qui joue pour la première fois ce WTA 1000, sortie de justesse par la Lettone Jeļena Ostapenko (6-3, 6-7, 2-6), onzième mondiale. 
Elle continue sur sa lancée lors de la tournée américaine, et profitant d'un tableau ouvert, elle sort l'invitée Peyton Stearns (6-2, 7-5), la Russe Anna Kalinskaya (6-3, 6-2), quinzième mondiale, la Kazakh Yulia Putintseva (6-4, 6-4) qui vient d'éliminer la numéro deux Coco Gauff et Anastasia Pavlyuchenkova (6-3, 6-2), ce qui lui permet d'accéder à sa première demi-finale à Cincinnati et la première en WTA 1000 depuis deux ans et demi. Elle y rencontre la numéro six mondiale Jessica Pegula, qu'elle n'a jamais battu et qui est titrée quelques jours avant à l'Open du Canada et qui l'élimine (2-6, 6-3, 3-6).  
Elle poursuit avec l'US open où elle n'a jamais encore été plus loin que le 2e tour. Tête de série numéro 26, elle atteint les quarts de finale après un parcours contre des joueuses au classement modeste et des victoires sur la Suissesse Viktorija Golubic (6-0, 6-3), la locale Taylor Townsend comme à l'Open d'Australie (6-3, 7-5), la Roumaine Elena-Gabriela Ruse, novice au troisième tour d'un Majeur contre qui elle sauve une balle de match (4-6, 6-1, 7-6) et la Chinoise Wang Yafan, huitième de finaliste dans un Grand Chelem pour la première fois de sa carrière (6-1, 6-2), à qui elle ne laisse aucune chance. Il s'agit de son deuxième quart de finale en Grand Chelem, et elle affronte une joueuse qui, comme elle, n'en a gagné aucun, l'Américaine Emma Navarro, tombeuse au tour précédent de la numéro trois mondiale et tenante du titre Coco Gauff. Elle est sortie à ce stade, laissant le soin à son adversaire de découvrir le stade des demi-finale (2-6, 5-7).  
Elle confirme sa forme en octobre, où disputant le tournoi de Pékin pour la première fois, joue sa cinquième demi-finale en WTA 1000 en carrière après plusieurs belles victoires sur la Bulgare Viktoriya Tomova (6-3, 6-2) et la Slovaque Rebecca Šramková (7-5, 7-5), vainqueur de son premier titre à Hua Hin quelques semaines avant. Elle écrase en huitièmes de finale la numéro trois mondiale Jessica Pegula (6-4, 6-0), récente finaliste à l'US Open ce qui constitue sa première victoire sur une joueuse du Top 10 sur dur depuis deux saisons. Elle enchaîne en assurant une nouvelle victoire en deux manches contre la surprise du tournoi, l'invitée Zhang Shuai qui restait avant de participer à Pékin sur une série de 24 défaites consécutives (6-1, 7-6). Elle retrouve aux portes de la finale l'Américaine Coco Gauff qui comme à Rome la bat (6-4, 4-6, 2-6).  
Elle hérite d'un tirage compliqué à Ningbo, tombant sur la Russe Diana Shnaider mais renverse le cours du jeu (4-6, 6-3, 6-3) avant de sortir l'invitée locale Wang Xiyu (6-7, 6-1, 6-2). Elle élimine facilement en quarts de finale Beatriz Haddad Maia (6-3, 6-2), dixième joueuse mondiale puis abandonne de nouveau en demi contre la Russe Daria Kasatkina qui rejoint ainsi sa sixième finale de l'année (4-6 ab.). Grâce à cette deuxième partie de saison très solide, l'Espagnole retrouve le Top 15.

### 2025. Demi-finale à l'Open d'Australie
L'Espagnole commence la saison par une défaite étriquée à Brisbane contre l'Arménienne Elina Avanesyan (3-6, 6-1, 2-6). Elle remporte difficilement son premier match de l'année contre l'Américaine qualifiée Peyton Stearns (6-7, 6-3, 7-5) avant de succomber contre une deuxième étasunienne issue des qualifications, la jeune Ashlyn Krueger (6-7, 7-6, 2-6) à Adelaïde. Elle attaque l'Open d'Australie par deux victoires, contre la Chinoise Wang Xinyu (6-3, 7-6) et une plus facile contre la locale invitée Talia Gibson (6-1, 6-0). Elle cède une manche contre la jeune Ukrainienne Marta Kostyuk, quart de finaliste la saison passée et qui s'est déjà fait éliminé dans le premier Majeur de l'année à deux reprises par l'Espagnole (6-4, 4-6, 6-3). Elle rencontre une des surprises du tournoi, la Serbe Olga Danilović qui a sorti la numéro sept mondiale et récente finaliste de l'US Open Jessica Pegula au tour précédent et profite de l'inexpérience de son adversaire à ce stade pour la battre (6-1, 7-6). Elle rejoint ainsi son troisième quart de finale en Grand Chelem en carrière, le premier ici et affronte une des favorites du tournoi, la numéro trois mondiale Coco Gauff, vainqueur du Masters en fin d'année passée. Elle réussit son match (7-5, 6-4) et élimine son adversaire (sa première victoire sur une Top 10 en Majeur) pour connaître pour la première fois de sa carrière les demi-finale d'un tournoi du Grand Chelem. Elle y affronte son amie, la numéro une Aryna Sabalenka, double tenante du titre à Melbourne qui la prive d'une première finale en Majeur (4-6, 2-6).
Reprenant le circuit en février à Abou Dhabi, elle s'incline en tant que tête de série numéro deux d'entrée contre la jeune Tchèque Linda Nosková (4-6, 1-6) ainsi qu'à Doha contre l'Américaine Amanda Anisimova (4-6, 3-6). Elle se ressaisit à Dubaï, l'emportant aisément contre l'Australienne Lulu Sun (6-3, 6-4) et la Belge Elise Mertens (6-2, 6-1) mais ne convertit aucune de ses six balles de match en huitièmes de finale contre la Kazakh Elena Rybakina, septième joueuse mondiale (6-4, 6-7, 6-7). Elle déroule avant la tournée américaine à Merida contre la Roumaine Jaqueline Cristian (6-2, 6-1) mais doit abandonner contre la qualifiée Daria Saville dès les quarts de finale (6-1, 3-5 ab.), touchée au dos. Reprenant à Miami, elle remporte une victoire difficile sur la Canadienne invitée Victoria Mboko (7-5, 1-6, 7-6), et l'emportant contre la Danoise Clara Tauson (6-3, 7-6), finaliste à Doha. Elle doit cependant déclarer forfait contre la jeune Philippine Alexandra Eala, novice à ce niveau.
Elle ne revient sur les courts qu'à l'occasion du tournoi de Strasbourg, mais ne rassure pas sur son état de forme, profitant de l'abandon de la repêchée Marie Bouzková (3-3 ab.) avant de subir la loi de la Russe Liudmila Samsonova (4-6, 6-3, 4-6). Elle hérite de l'ancienne numéro une Naomi Osaka dès son premier tour à Roland Garros et s'impose au terme d'un gros match (6-7, 6-1, 6-4), tout comme contre la Roumaine Elena-Gabriela Ruse (3-6, 6-4, 6-4), parvenant comme lors de ses deux dernières participations au troisième tour. Elle s'incline une nouvelle fois à ce stade de la compétition, battue par l'Australienne Daria Kasatkina, ancienne demi-finaliste (1-6, 5-7). Elle enchaîne avec le tournoi de Berlin et se joue facilement de l'Allemande invitée Eva Lys (6-1, 6-3) puis bat l'Américaine Emma Navarro (7-6, 6-3), obtenant sa première victoire en carrière sur une Top 10 sur gazon, avant d'abandonner contre la Chinoise Wang Xinyu (1-6), tombeuse de la numéro deux Coco Gauff au tour précédent. Héritant d'un tirage piégeux à Wimbledon en la personne de Katie Boulter, elle ne parvient pas à prendre les rênes du match (2-6, 6-3, 4-6) et s'incline au premier tour pour la première fois depuis quatre ans dans un Majeur.

## Palmarès

### Titres en simple dames
| No | Date       | Nom et lieu du tournoi            | Catégorie | Dotation    | Surface      | Finaliste          | Score           |          |
| -- | ---------- | --------------------------------- | --------- | ----------- | ------------ | ------------------ | --------------- | -------- |
| 1  | 16-05-2021 | Serbia Ladies Open, Belgrade      | WTA 250   | 235 238 $   | Terre (ext.) | Ana Konjuh         | 6-2, 2-0 ab.    | Parcours |
| 2  | 06-10-2021 | BNP Paribas Open, Indian Wells    | WTA 1000  | 1 209 730 $ | Dur (ext.)   | Victoria Azarenka  | 7-65, 2-6, 7-62 | Parcours |
| 3  | 10-01-2022 | Sydney Tennis Classic, Sydney     | WTA 500   | 703 580 $   | Dur (ext.)   | Barbora Krejčíková | 6-3, 4-6, 7-64  | Parcours |
| 4  | 29-07-2024 | Mudabala Citi DC Open, Washington | WTA 500   | 922 573 $   | Dur (ext.)   | Marie Bouzková     | 6-1, 4-6, 6-4   | Parcours |

### Finale en simple dames
Aucune.

## Parcours en Grand Chelem

### En simple dames
| Année | Open d'Australie | Open d'Australie   | Internationaux de France | Internationaux de France | Wimbledon       | Wimbledon           | US Open         | US Open               |
| ----- | ---------------- | ------------------ | ------------------------ | ------------------------ | --------------- | ------------------- | --------------- | --------------------- |
| 2015  | —                | —                  | —                        | —                        | —               | —                   | Q2              | Aliaksandra Sasnovich |
|       |                  |                    |                          |                          |                 |                     |                 |                       |
| 2018  | —                | —                  | —                        | —                        | Q1              | Sara Sorribes Tormo | Q2              | Alexandra Dulgheru    |
| 2019  | 1er tour (1/64)  | Kimberly Birrell   | Q1                       | Tamara Korpatsch         | 1er tour (1/64) | Varvara Flink       | 1er tour (1/64) | Kiki Bertens          |
| 2020  | 2e tour (1/32)   | Petra Kvitová      | 1/8 de finale            | Laura Siegemund          | Annulé          | Annulé              | 1er tour (1/64) | Varvara Gracheva      |
| 2021  | 1er tour (1/64)  | Liudmila Samsonova | 1/4 de finale            | Tamara Zidanšek          | 1/8 de finale   | Karolína Muchová    | 2e tour (1/32)  | Varvara Gracheva      |
| 2022  | 1/8 de finale    | Madison Keys       | 3e tour (1/16)           | Veronika Kudermetova     | 1/8 de finale   | Simona Halep        | 2e tour (1/32)  | Petra Martić          |
| 2023  | —                | —                  | —                        | —                        | 2e tour (1/32)  | Marta Kostyuk       | —               | —                     |
| 2024  | 3e tour (1/16)   | Amanda Anisimova   | 3e tour (1/16)           | Aryna Sabalenka          | 1/8 de finale   | Donna Vekić         | 1/4 de finale   | Emma Navarro          |
| 2025  | 1/2 finale       | Aryna Sabalenka    | 3e tour (1/16)           | Daria Kasatkina          | 1er tour (1/64) | Katie Boulter       | —               | —                     |

N.B. : à droite du résultat se trouve le nom de l'ultime adversaire.

### En double dames
| Année | Open d'Australie                                                                | Open d'Australie                                                                   | Internationaux de France                                                              | Internationaux de France | Wimbledon | Wimbledon | US Open | US Open |
| ----- | ------------------------------------------------------------------------------- | ---------------------------------------------------------------------------------- | ------------------------------------------------------------------------------------- | ------------------------ | --------- | --------- | ------- | ------- |
| 2020  | —                                                                               | —                                                                                  | 1er tour (1/32) E. Rybakina \|\| style="text-align:left;" \| S. Kenin B. Mattek-Sands | Annulé                   | Annulé    | —         | —       |         |
| 2021  | 2e tour (1/16) D. Kovinić \|\| style="text-align:left;" \| H. Carter L. Stefani | 1er tour (1/32) A. Bolsova \|\| style="text-align:left;" \| S. Aoyama E. Shibahara | 2e tour (1/16) S. Sorribes Tormo \|\| style="text-align:left;" \| C. Gauff C. McNally | —                        | —         |           |         |         |

N.B. : le nom de la partenaire se trouve sous le résultat ; les noms des ultimes adversaires se trouvent à droite.

### En double mixte
| 2024 | — | — | 1er tour (1/16) S. Tsitsipás \|\| style="text-align:left;" \| Forfait | — | — | 1er tour (1/16) S. Tsitsipás \|\| style="text-align:left;" \| G. Olmos S. González |

N.B. : le nom du partenaire se trouve sous le résultat ; les noms des ultimes adversaires se trouvent à droite.

## Parcours en «Premier» et WTA 1000
Les tournois WTA « Premier Mandatory » et « Premier 5 » (entre 2009 et 2020) et WTA 1000 (à partir de 2021) constituent les catégories d'épreuves les plus prestigieuses, après les quatre levées du Grand Chelem. 

De 2009 à 2023, les tournois Premier Mandatory (dits tournois WTA 1000 obligatoires entre 2021 et 2023) regroupent Indian Wells, Miami, Madrid et Pékin, les autres constituant les tournois Premier 5 (tournois WTA 1000 non-obligatoires). À partir de 2024, le nombre de tournois WTA 1000 passe à 10 par saison (fin de l’alternance Doha / Dubaï), ces derniers devenant tous obligatoires et offrant tous 1000 points à la vainqueure (contre 900 points précédemment pour les tournois Premier 5).

### En simple dames
| Année |       |                             |                              |                            |                               |                                   |                            |                              |                               |                     |  |                            |
| Doha  | Dubaï | Indian Wells                | Miami                        | Madrid                     | Rome                          | Canada                            | Cincinnati                 | Pékin                        |                               | Wuhan               |  |                            |
| Doha  | Dubaï | Indian Wells                | Miami                        | Madrid                     | Rome                          | Canada                            | Cincinnati                 | Pékin                        | Guadalajara                   |                     |  |                            |
| Doha  | Dubaï | Indian Wells                | Miami                        | Madrid                     | Rome                          | Canada                            | Cincinnati                 | Pékin                        |                               |                     |  |                            |
| 2015  |       | WTA 500                     |                              |                            | 3e tour (1/16) Ka. Plíšková   | 1er tour (1/32) S. Errani         |                            |                              |                               |                     |  |                            |
| 2016  |       |                             | WTA 500                      |                            | 1er tour (1/64) Kr. Plíšková  | 1er tour (1/32) A. Cornet         |                            |                              |                               |                     |  |                            |
| 2017  |       | WTA 500                     |                              |                            | 1er tour (1/64) K. Bondarenko |                                   |                            |                              |                               |                     |  |                            |
|       |       |                             |                              |                            |                               |                                   |                            |                              |                               |                     |  |                            |
| 2021  |       | WTA 500                     |                              | Victoire V. Azarenka       | 2e tour (1/32) O. Jabeur      | 1/2 finale A. Barty               |                            | 2e tour (1/16) R. Marino     | 1/4 finale Ka. Plíšková       | Annulé              |  | Annulé                     |
| 2022  |       | 3e tour (1/8) C. Gauff      | WTA 500                      | 1/2 finale M. Sákkari      | 1/4 de finale J. Pegula       | 2e tour (1/16) S. Halep           | 3e tour (1/8) D. Kasatkina | 2e tour (1/16) Y. Putintseva | 2e tour (1/16) A. Tomljanović | Hors calendrier     |  | 2e tour (1/16) V. Azarenka |
| 2023  |       | WTA 500                     | 1er tour (1/32) L. Samsonova | 3e tour (1/16) E. Rybakina | 3e tour (1/16) E. Rybakina    | 4e tour (1/8) M. Sákkari          | 1/4 de finale J. Ostapenko |                              |                               |                     |  |                            |
| 2024  |       | 2e tour (1/16) L. Fernandez | 1er tour (1/32) L. Sun       |                            | 2e tour (1/32) A. Sabalenka   | 1er tour (1/64) J. Bouzas Maneiro | 4e tour (1/8) C. Gauff     | 2e tour (1/16) J. Ostapenko  | 1/2 finale J. Pegula          | 1/2 finale C. Gauff |  |                            |
| 2025  |       | 2e tour (1/16) A. Anisimova | 3e tour (1/8) E. Rybakina    |                            | 4e tour (1/8) Forfait         |                                   |                            |                              |                               |                     |  |                            |

Sous le résultat, l’ultime adversaire.
1. 1 2   Les tournois de Doha et Dubaï alternent le statut de tournoi WTA 1000 (ex Premier 5) entre 2009 et 2023 : les trois premières éditions ont lieu à Dubaï, les trois suivantes à Doha, puis Dubaï accueille le tournoi de cette catégorie les années impaires et Dubaï les années paires. De 2011 à 2023, la ville qui n’accueille pas de WTA 1000 organise à la place un tournoi WTA 500 (ex Premier).
2. 1 2 3 4 5 6 7   L’ordre de déroulement des tournois a évolué depuis 2009 : Rome se dispute avant Madrid et Cincinnati avant Montréal/Toronto jusqu’en 2010, tandis que Tokyo (2009-2013)-Wuhan (2014-2019, 2024-)-Guadalajara (2022-2023) ont lieu avant Pékin jusqu’en 2023.
3. 1 2  Du fait de la pandémie de Covid-19, les tournois d’Indian Wells, de Miami, de Madrid, du Canada, de Wuhan et de Pékin sont annulés en 2020. Ces deux derniers le sont également en 2021. Pour des raisons d’organisation, le tournoi de Cincinnati 2020 a exceptionnellement lieu à Flushing Meadows à New York.
4. ↑  Le 1er décembre 2021, le président de la WTA, Steve Simon, annonce que tous les tournois prévus en Chine et à Hong Kong sont suspendus à partir de 2022, en raison de préoccupations concernant la sécurité et le bien-être de la joueuse de tennis chinoise Peng Shuai après ses allégations de relations sexuelles non-consenties avec Zhang Gaoli, membre de haut rang du Parti communiste chinois. Le tournoi de Pékin revient en 2023. Le tournoi de Guadalajara remplace celui de Wuhan pendant deux ans, ce dernier réapparaissant en 2024.

## Parcours au Masters

### En simple dames
| # | Date       | Nom de l’édition       | ($)       | Surface    | Résultat   | Ultime adversaire | Score    |          |
| - | ---------- | ---------------------- | --------- | ---------- | ---------- | ----------------- | -------- | -------- |
| 1 | 10/11/2021 | WTA Finals Guadalajara | 5 000 000 | Dur (ext.) | 1/2 finale | Garbiñe Muguruza  | 6-3, 6-3 | Parcours |

## Parcours aux Jeux olympiques

### En simple dames
| # | Date       | Nom de l'olympiade         | Surface    | Résultat      | Ultime adversaire   | Score   |          |
| - | ---------- | -------------------------- | ---------- | ------------- | ------------------- | ------- | -------- |
| 1 | 31/07/2021 | Olympic Tennis Event Tokyo | Dur (ext.) | 1/4 de finale | Markéta Vondroušová | 6-3 ab. | Parcours |

### En double dames
| # | Date       | Nom de l'olympiade         | Surface    | Résultat      | Partenaire          | Ultimes adversaires                   | Score            |          |
| - | ---------- | -------------------------- | ---------- | ------------- | ------------------- | ------------------------------------- | ---------------- | -------- |
| 1 | 31/07/2021 | Olympic Tennis Event Tokyo | Dur (ext.) | 1/8 de finale | Sara Sorribes Tormo | Barbora Krejčíková Kateřina Siniaková | 6-2, 5-7, [10-5] | Parcours |

## Classements WTA en fin de saison
| Année          | 2013 | 2014 | 2015 | 2016 | 2017 | 2018 | 2019 | 2020 | 2021 | 2022 | 2023 | 2024 |
| Rang en simple | 678  | 366  | 220  | 312  | 247  | 143  | 97   | 70   | 8    | 13   | 66   | 12   |
| Rang en double | –    | 740  | –    | 1119 | –    | 1156 | 542  | 637  | 195  | 190  | 354  | 179  |

Source : (en) Classements de Paula Badosa sur le site officiel de la Fédération internationale de tennis

## Records et statistiques

### Confrontations avec ses principales adversaires
Confrontations lors des différents tournois WTA avec ses principales adversaires (5 confrontations minimum et avoir été membre du top 10). Classement par pourcentage de victoires. Situation au 1er juin 2025 :
| Joueuse              | Meilleur classement | Confrontations | Victoires | Défaites | Pourcentage de victoires | Dernière confrontation                           |
| -------------------- | ------------------- | -------------- | --------- | -------- | ------------------------ | ------------------------------------------------ |
| Aryna Sabalenka      | 1                   | 8              | 2         | 6        | 25                       | défaite (4-6, 2-6) à l'Open d'Australie 2025     |
| Veronika Kudermetova | 9                   | 6              | 2         | 4        | 33,3                     | défaite (3-6, 1-2 ab.) à Roland-Garros 2022      |
| Jeļena Ostapenko     | 5                   | 5              | 2         | 3        | 40                       | défaite (6-3, 63-7, 2-6) à l'Open du Canada 2024 |
| Daria Kasatkina      | 8                   | 7              | 3         | 4        | 42,9                     | défaite (1-6, 5-7) à Roland-Garros 2025          |
| Elena Rybakina       | 3                   | 8              | 4         | 4        | 50                       | défaite (6-4, 68-7, 62-7) à Dubaï 2025           |
| Coco Gauff           | 2                   | 7              | 4         | 3        | 57,1                     | victoire (7-5, 6-4) à l'Open d'Australie 2025    |
| Ons Jabeur           | 2                   | 5              | 4         | 1        | 80                       | victoire (6-1, 6-4) à Rome 2023                  |

### Victoires sur le top 10
Toutes ses victoires sur des joueuses classées dans le top 10 de la WTA lors de la rencontre.
| Légende         |
| Grand Chelem    |
| Jeux olympiques |
| Masters         |
| WTA 1000        |
| WTA 500         |
| WTA 250         |
| Fed Cup         |

| #  |       |  | Tournoi          | Année | Surface             |               | Adversaire          | Rang   | Tour      | Score          | Tableau |
| -- | ----- |  | ---------------- | ----- | ------------------- | ------------- | ------------------- | ------ | --------- | -------------- | ------- |
| 1  | no 71 |  | Charleston       | 2021  | Terre battue        |               | Ashleigh Barty      | no 1   | 1/4       | 6-4, 6-3       | Tableau |
| 2  | no 29 |  | Jeux olympiques  | 2021  | Dur                 |               | Iga Świątek         | no 8   | 1/16      | 6-3, 7-64      | Tableau |
| 3  | no 29 |  | Cincinnati       | 2021  | Dur                 |               | Aryna Sabalenka     | no 3   | 1/16      | 5-7, 6-2, 7-44 | Tableau |
| 4  | no 27 |  | Indian Wells     | 2021  | Dur                 |               | Barbora Krejčíková  | no 5   | 1/8       | 6-1, 7-5       | Tableau |
| 5  | no 10 |  | Masters          | 2021  | Dur                 |               | Aryna Sabalenka     | no 2   | Poules    | 6-4, 6-0       | Tableau |
| 6  | no 10 |  | Masters          | 2021  | Dur                 | Maria Sakkari | no 6                | Poules | 7-64, 6-4 |                | Tableau |
| 7  | no 9  |  | Sydney           | 2022  | Dur                 |               | Barbora Krejčíková  | no 4   | Finale    | 6-3, 4-6, 7-64 | Tableau |
| 8  | no 3  |  | Stuttgart        | 2022  | Terre battue (int.) |               | Ons Jabeur          | no 10  | 1/4       | 7-69, 1-6, 6-3 | Tableau |
| 9  | no 31 |  | Stuttgart        | 2023  | Terre battue (int.) |               | Daria Kasatkina     | no 8   | 1/16      | 6-1, 6-1       | Tableau |
| 10 | no 42 |  | Madrid           | 2023  | Terre battue        |               | Coco Gauff          | no 6   | 1/16      | 6-3, 6-0       | Tableau |
| 11 | no 35 |  | Rome             | 2023  | Terre battue        |               | Ons Jabeur          | no 7   | 1/32      | 6-1, 6-4       | Tableau |
| 12 | no 19 |  | Pékin            | 2024  | Dur                 |               | Jessica Pegula      | no 3   | 1/8       | 6-4, 6-0       | Tableau |
| 13 | no 15 |  | Ningbo           | 2024  | Dur                 |               | Beatriz Haddad Maia | no 10  | 1/4       | 6-3, 6-2       | Tableau |
| 14 | no 12 |  | Open d'Australie | 2025  | Dur                 |               | Coco Gauff          | no 3   | 1/4       | 7-5, 6-4       | Tableau |
| 15 | no 10 |  | Berlin           | 2025  | Gazon               |               | Emma Navarro        | no 9   | 1/8       | 7-62, 6-3      | Tableau |